# Rhys Marshall (calciatore)
Rhys Marshall (Craigavon, 16 gennaio 1995) è un calciatore nordirlandese, difensore del Glenavon.

## Carriera

### Club
Ha giocato nella massima serie dei campionati nordirlandese ed irlandese.

### Nazionale
Nel 2016 ha giocato una partita con la nazionale nordirlandese Under-21.

## Palmarès

### Club

#### Competizioni nazionali
- Irish Cup: 2

Glenavon: 2013-2014, 2015-2016
- IFA Charity Shield: 1

Glenavon: 2016
- Campionato irlandese: 1

Shamrock Rovers: 2020